# Maxwell (Iowa)
Maxwell is een plaats (city) in de Amerikaanse staat Iowa, en valt bestuurlijk gezien onder Story County.

## Demografie
Bij de volkstelling in 2000 werd het aantal inwoners vastgesteld op 807. In 2006 is het aantal inwoners door het United States Census Bureau geschat op 793, een daling van 14 (-1,7%).

## Geografie
Volgens het United States Census Bureau beslaat de plaats een oppervlakte van 3,0 km², geheel bestaande uit land. Maxwell ligt op ongeveer 289 m boven zeeniveau.

## Plaatsen in de nabije omgeving
De onderstaande figuur toont nabijgelegen plaatsen in een straal van 16 km rond Maxwell.